# Nab an-Nabi
Nab an-Nabi – wieś w Syrii, w muhafazie Al-Hasaka. W 2004 roku liczyła 211 mieszkańców.